# 夢ふうせん (企業)
夢ふうせん（ゆめふうせん）は、1980年に創業したイベント用品レンタル及び風船とバルーンの小売事業会社。
法人格は1984年に取得し、株式会社夢ふうせんとして江東区森下に本社本店を置き、支社支店を江東区白河に置いた。日本初の風船(バルーン)宅配事業を皮切りに風船関係各種の技術特許及び製造特許を有した事で有名であったが諸般の事情により2022年8月末をもって事業を停止した。

## 沿革
江東区森下で皮革靴の販売小売店を経営していた駒場邦雄が1980年に新業種への進出と事業転換を目的としてイベント用品レンタル業務を開始し、同時に当時は日本国内で珍しかった風船の小売専門店を靴売り場の一角で開始、日本国内経済の上向き基調と共に百貨店、スーパーマーケット、個人店舗などや量販店の増加に伴いイベントが増え、イベント用品レンタル事業が好調の為、経営が思わしくなかった皮革靴販売小売店のスペースを廃止し本格的に風船の小売業を本業とした。

## 歴史
- 1980年 - 東京都江東区森下で創業
- 1984年4月 - 法人格を取得し「株式会社 夢ふうせん」を社名とする
- 1985年 - 化学フィルムメーカーと共同でポリフィルム系バルーンの廉価商品開発研究を行う
- 1986年 - 日本国内各地のパーティー会場や家庭内の誕生日会、会社の記念日やパーティーに向けて日本初の風船宅配事業「ふうせん宅配便」を開始
- 1987年 - ふうせん宅配便の事業拡大でキャラバン車とオートバイを併用した風船宅配サービスも開始、関東圏内の一般家庭や企業などにヘリウム風船を届けた
- 1988年 - 国内の新グッズで「酸素ブーム」があり、そのブームの中、アルミ蒸着フィルムバッグに酸素を詰めて販売する小売商材を開発中、同フィルムバッグに偶然に低濃度のヘリウムガスが誤充填されていた酸素とヘリウムの「混合ガス」を駒場邦雄が吸ったところ、アヒル声(※ドナルドダックの声に似た声)になり、その出来事をヒントとしてパーティー向けグッズ「ダックスボイス」(最初期モデル)を商品化し、大ヒット商品となる。この「ダックスボイス」のヒットが後の時代の「ヘン声混合ガス」のヒット商品のブームとなった。同商品は実用新案登録されている
- 1989年 - バルーンアート装飾事業を開始
- 1990年 - 化学フィルムメーカーの協力でアルミ蒸着フィルム風船の廉価版を商品化し、同時にヘリウムガス抜け防止の為の逆止弁の実用試作品を廉価版フィルム風船に装着しテスト販売(※後述)
- 1991年 - 環境保護に配慮した自然分解型風船「フラワーメイルバルーン」を自社開発し商品化。同商品は実用新案登録されている
- 1993年 - アドバルーンの小型版で展示及び浮揚に関する許可申請不要の「ドリームバルーン」を自社開発し商品化
- 1995年 - イベント用品レンタル事業を分社化し支社を江東区白河に置く
- 1996年 - ヘリウムガスボンベのレンタル事業を強化し強化段ボール製の専用外箱を開発、佐川急便の協力で日本全国各地にボンベをレンタルする「ヘリウムデリバリーサービス」を事業化
- 1997年 - アルミ蒸着フィルムを立体裁断し立体圧着し成形した４面体バルーン「4B」(フォービー)を自社開発し商品化、店頭販売と通信販売を開始
- 1998年 - セロテープ不使用のヒート圧着式(熱圧着式)「シールリボン」を自社開発し商品化。同商品は実用新案登録されている
- 1999年 - バルーンアーチなどが簡単に作成可能な「アートバルーン」を自社開発し商品化、同商品は実用新案登録されている
- 1999年 - 4面体バルーン「4B」(フォービー)を改良した多面体バルーン「4B-R」(フォービーアール)を自社開発し商品化、同商品は実用新案登録されている
- 2000年 - ダックスボイスのリバイバル商品「ダックスボイスミレニアム」を自社新開発して期間限定販売、同商品は実用新案登録されている
- 2000年5月 - 民生用インクジェットプリンターで写真などを表面印刷可能な「パーソナルバルーン」を自社開発し商品化、同商品は実用新案登録されている
- 2000年12月 - パーソナルバルーンの改良品「50センチタイプ パーソナルバルーン」(ヘリウムガス充填対応型)を自社開発し商品化、同商品は実用新案登録されている
- 2001年4月 - 環境配慮型紙製ヘリウムガス容器(最初期型100リットル他)を自社開発、同商品は実用新案登録されている
- 2002年5月 - 環境配慮型アルミホイル製使い捨てタイプヘリウムガス容器(最初期型120リットル他)を自社開発し商品化、同商品は実用新案登録されている
- 2003年4月 - ４面体バルーン「4B」(フォービー)と多面体バルーン「4B-R」(フォービーアール)をSAGバルーンズに技術供与し日本国内での商品化に着手
- 2004年8月 - 高密度多層ポリフィルム袋入り「酸素パック」を自社開発し商品化
- 2004年9月 - 夢ふうせんが自社開発した「4B-R」の基本技術をSAGバルーンズが米国アナグラム社に提供する形で世界初の蒸着フィルム多面体球体バルーン「orbz」(オーブズ)が商品化、米国内一般市場流通を開始
- 2005年6月 - 環境配慮型アルミホイル製使い捨てタイプヘリウムガス容器(60リットル小型)を自社開発し商品化、同商品は実用新案登録されている
- 2010年3月 - 自社開発多面体バルーン「4B-R」の基本技術に基づく改良技術をSAGバルーンズに提供し米国アナグラム社がorbz(オーブズ)の第二世代商品を開発、米国内一般市場流通を開始
- 2022年7月 - 夢ふうせん公式ホームページ上でヘリウムガスの輸入枯渇に伴う事業縮小を告知
- 2022年8月 - 同月末をもって事実上の事業停止、本社本店を閉鎖、公式ホームページを閉鎖

## 夢ふうせん自社開発商品

### ふうせん宅配便
1986年春、事業開始。夢ふうせんのかつての自社開発事業に「日本初の風船宅配サービス事業」があった。
名称は「ふうせん宅配便」で、事業計画は1985年に立案し1986年春から事業(サービス)を開始した。
主なサービス内容は以下の通りである。
縦75センチ×横30センチ×厚さ30センチの長方形の段ボール箱(ふうせん宅配便専用の特製強化製段ボール)に小型ニードル弁を装着済の0.5立米ヘリウムガスシリンダー1本とゴム風船と取扱説明書とシリンダー返却用伝票などが1セットになった商材で、1986年時点の当時価格は5000円。ヘリウムガスシリンダーのレンタル期間は2週間で延長期間は原則的になし。
この「ふうせん宅配便」セットが月間3000セット以上販売されるヒット商品であった。

### ダックスボイス
1988年春、前年(1987年)秋頃から日本国内に於ける健康グッズのブームにいわゆる「酸素ブーム」があり、そのブームの最中、自社開発のアルミ蒸着フィルムバッグに酸素を詰めて販売する小売商材を開発中、同フィルムバッグに偶然にも低濃度のヘリウムガスが誤充填されており、酸素とヘリウムの「混合ガス」を仕事を終えた駒場邦雄が自宅のリビングで吸ったところ、アヒル声(※ドナルドダックに似た声)になり、家族で大爆笑。その出来事をヒントとして、パーティー向けオリジナルグッズ「ダックスボイス」(最初期モデル)を商品化し大ヒット商品となった。
この「ダックスボイス」のヒットが後の時代の「ヘン声混合ガス」のヒット商品のブームとなり、最盛期には日本国内で20社以上が酸素とヘリウムガスの「混合ガス」入りのスプレー缶形式の商品を発売するに至った。

### ガス抜け防止逆止弁
1989年春、商品化に成功し夢ふうせん自社開発製ポリフィルムバルーン(直径36センチ、1枚300円<当時>)に装着し商品化。現在、日本国内で一般的に流通するいわゆる「マイラーバルーン」(アルミ蒸着フィルム製バルーンなど)の内部に装着されている、ヘリウムガス抜け防止の為の逆止弁は夢ふうせんが開発されたとされているが実際は伸栄ゴム(現在のSAGバルーンズ)が製品アイディアを立案し夢ふうせんが化学フィルムメーカーと技術協力をした上で商品化に漕ぎつけた物である。逆止弁には形状やフィルムの裁断方法や製法にバルーンメーカー各社が保有する技術特許が存在している為、それら技術特許を回避する為にも日本国内製及び独自開発の必要があった。

### ヘリウムデリバリーサービス
1996年春に本格事業化。かつて「ふうせん宅配便」で得た小型のヘリウムガスシリンダー(0.5立米)よりもサイズが大きいシリンダーは当時、夢ふうせんの店舗に直接来店した上で「引き取りと返却」を行わなければならなかった為、それらの手続き簡略化と通信販売事業の強化を目的に駒場邦雄が研究を重ねた結果、シリンダー外面を強固な外装で覆う点と持ち運びやすさの2点を主に洗い出し、強化段ボール製の専用外箱と専用ニードル弁などを開発。宅配事業会社の佐川急便の協力を得て1.5立米から3立米のヘリウムガスシリンダーのレンタルサービスに着手。その後、国内のヘリウムガス卸し会社の協力も得て3.5立米から7立米の大型サイズのシリンダーもレンタル出来るシステムを開発した。この夢ふうせんが事業化した「ヘリウムデリバリーサービス」がきっかけとなって国内の風船小売店や卸業者がヘリウムデリバリーサービスを始め現在に至る。。